# Emre
Emre är ett turkiskt mansnamn som betyder kärleksfull, vänskaplig, ädel och poetisk.
Det fanns totalt 805 personer i Sverige med namnet Emre, varav 533 med det som förstanamn/tilltalsnamn och 15 personer som efternamn.

## Kända personer vid namn Emre
- Emre Belözoğlu, turkisk fotbollsspelare
- Emre Can, tysk-turkisk fotbollsspelare
- Emre Çolak, turkisk fotbollsspelare
- Emre Mor, dansk-turkisk fotbollsspelare